# He (géorgien)
Pour les articles homonymes, voir He.
Cette page contient des caractères spéciaux ou non latins. S’ils s’affichent mal (▯, ?, etc.), consultez la page d’aide Unicode.
He (ჱე en géorgien) est une lettre archaïque de l'alphabet géorgien.

## Représentation informatique
- Unicode[1] :
  - Asomtavruli Ⴡ : U+10C1
  - Mkhedruli et nuskhuri ჱ : U+10F1